# Франко Ольга Федорівна (Хоружинська)
О́льга Федорівна Хоружинська, у шлюбі Франко́ (10 квітня 1864, Бірки — 15 липня 1941, Львів) — українська письменниця, перекладачка, громадська діячка, публіцистка і видавниця. Авторка розвідки «Карпатські бойки і їх родинне життя» (альманах «Перший вінок», 1887). Разом з Іваном Франком видавала журнал «Житє і слово» (1894—1897).

## Життєпис

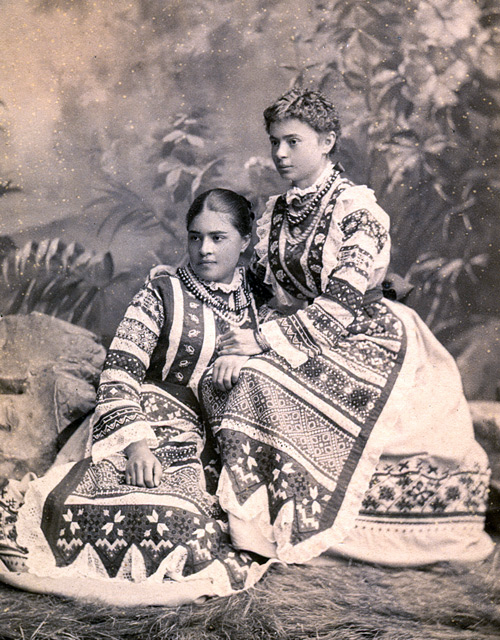
Олександра з сестрою Ольгою

Народилася 1864 року в селі Бірки Зіньківського повіту Полтавської губернії в родині уродженця Харкова, дрібного поміщика, члена Київської Громади, нащадка старовинного козацького шляхетського роду. Закінчила Харківський Інститут шляхетних дівчат та Вищих жіночих курсах у Києві.
Була високоосвіченою, добре володіла мовами: українською, англійською, французькою, німецькою, російською. Їй не була чужа ідея відродження України. Обидві її сестри були одружені з членами Київської Громади. Познайомившись із Франком, стала його дружиною й помічницею та присвятила життя чоловікові і народові. Повінчалися у 1886 році в церкві села Бусовисько на Львівщині. За іншою версією, Хоружинська познайомилась з Франком під час його приїзду в Київ і одружилася в травні 1886 року у Павлівській церкві Колегії Павла Ґалаґана. Одруження Франка-галичанина з «українкою» сприймалося тодішніми киянами як уособлення духовної і політичної єдності заходу та сходу України.

## Громадське та літературне життя
Приїхавши до Львова, Ольга Франко бере активну участь у громадській праці. Стає видавчинею журналу «Життя і Слово», який редагував Франко, вкладаючи в журнал гроші зі свого посагу. Заприятелювала з письменницею та феміністкою Наталією Кобринською, співпрацює в збірнику «Перший вінок» (перший збірник творів жіночого пера в українській літературі).
Ольга Франко дописує до багатьох журналів, уміщує свої переклади з різних мов, допомагає чоловікові в його літературній праці.
Дочка Анна Франко-Клочко згадувала: «Була вона вірною помічницею і дружиною тата. Помагала йому в його літературній роботі. Поклавши дітей спати, йшла в його кімнату і там вони обговорювали, опрацьовували і планували нові видання. Мати жила життям тата, була його дорадницею й підтримкою».

## Шлюб

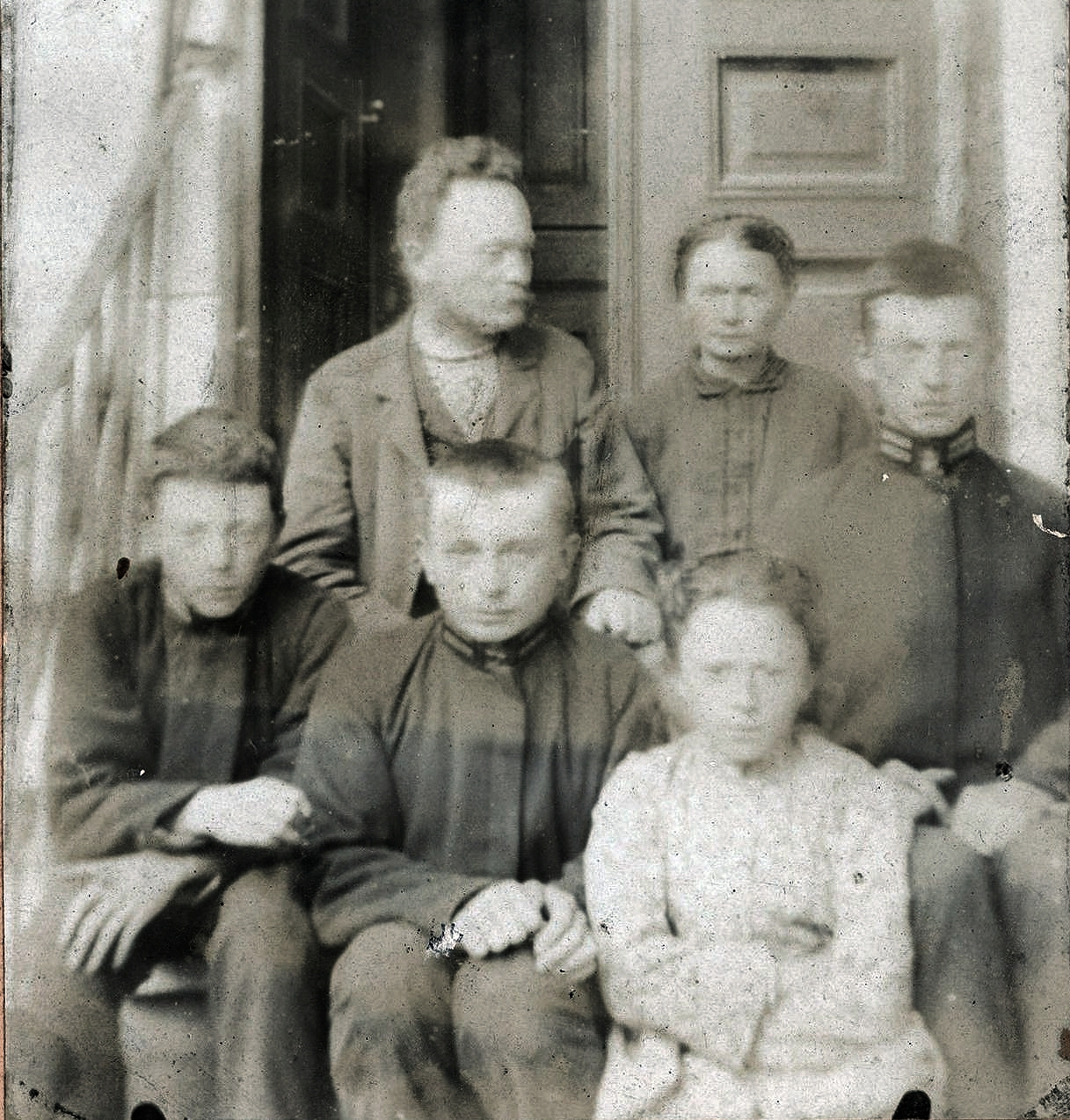
Ольга Франко з чоловіком та дітьми на сходах своєї вілли, вересень 1904 р. Діти зліва направо: Петро, Тарас, Анна, Андрій

Ольга Хоружинська народила у шлюбі четверо дітей: трьох синів (Андрій, Петро, Тарас) і дочку Анну. Несподівана смерть старшого сина у 1913 році стала непоправним горем.
Син Тарас оповідає, як мати дбала і піклувалася про дітей. Її посвята випливала з любові до чоловіка, чого не можна сказати про Франка, що «не серцем її вибирав і одружився з нею не з любові».
Сестра Ольги Хоружинської Антоніна згадувала у спогадах: «Вершка своєї слави Франко досяг не без допомоги своєї дружини, жінки дуже інтелігентної, яка постійно думала, щоби Франкові „вдома жилося добре“. Деякі докоряють Ользі, що вона не зійшлася зі львівським суспільством… Але як це могло бути, коли Ольгу тамошні люди зустріли зовсім нещиро. Франко був для Галичини хорошим женихом, матірки не раз казали самому йому (й Ольга про це знала): „Ось, узяв росіянку, міг би вибрати й багатеньку“».
Від початку подружнього життя галицьке суспільство не прийняло Ольгу Хоружинську-Франко. Склалося багато обставин для того, що подружнє життя Франків не було щасливим. Матеріальні нестатки, хатні злидні, щоденні турботи, вороже ставлення до Ольги з боку найближчих співробітників чоловіка, зокрема, Михайла Павлика, й частини суспільства, що ставилися до неї ще з більшою неприязню, ніж до самого Франка, як до схизматички — все це зломило її. Наслідком було загострення сухот, нервове перенапруження, а згодом і психічний розлад.
У 1914 році була госпіталізована в «божевільню» на вулиці Кульпарківській. Її брат Іван та сестра Марія теж страждали від психічних розладів.
Одинока, покинута дітьми, померла 15 липня 1941 року і похована на Личаківському цвинтарі, на полі № 4 неподалік від чоловіка.
27 січня 1887 року Іван Франко написав вірш «Моїй дружині» з подякою.